# 魔法使いサリー
『魔法使いサリー』（まほうつかいサリー）は、横山光輝の漫画およびそれを原作としたアニメ作品である。1966年版は東映魔女っ子シリーズ第1作。
また本作は少女を主人公とする日本のテレビアニメの最初のものでもある。

## 作品概要
魔法の国から人間界へやってきた小学5年生の少女・サリーと、サリーが魔法使いであることを知らない同級生たちが繰り広げる愛や友情の物語である。

## 漫画版
原作である漫画は1966年（昭和41年）7月号から1967年（昭和42年）10月号まで、集英社の少女漫画雑誌『りぼん』に連載された。連載当初は『魔法使いサニー』の題名であったが5回連載した後に商標の問題で『魔法使いサリー』と名前を変えた。
アニメ化にあたり、東映が自動車の「サニー」を販売していた日産自動車に許可をもらいに行ったところ、家電メーカーソニー（登録商標日本第494012号）が自社製品と似た名前の商標権を全部押さえていて、日産もその許可をうけていることが判明した。ソニーは許可を出さなかったため、「サリー」の新名称が会議で決められた。以後、漫画・アニメ共に「魔法使いサリー」の名前で統一し作品を展開している。
また、1989年版のアニメ放送に合わせて小学館の『ぴょんぴょん』や『学習雑誌』によしかわ進による漫画版が連載された。よしかわ版は単行本化されていない。

### 単行本
- 『原作完全版 魔法使いサリー』講談社、2004年、全1巻
- 『原作完全版 魔法使いサリー』講談社〈講談社漫画文庫〉、2006年、全1巻
- 『テレビ復刻版 魔法使いサリー』講談社、2007年、全1巻
- 『カラー版 魔法使いサリー』小学館クリエイティブ、2014年、全1巻

## アニメ・1966年版

### 解説
アメリカの人気ドラマ『奥さまは魔女』のヒットがきっかけとなった、日本初の少女向けアニメである。敏腕製作者・渡邊亮徳東映テレビ部部長（のち本社副社長）が原作者・横山光輝を説得し、東映動画として製作した魔法少女シリーズ第1作である。『ジャパニーズヒーローは世界を制覇す!』 を始め、「ニッポン人脈記、いつもアニメがNo.5」（2010年3月25日付朝日新聞夕刊）などに、魔法使いサリー成功の経緯について詳しく書かれている。
17話まではモノクロ、18話（1967年4月3日初放送）からはカラー。そのため、1970年代後期からの再放送は18話から行うようになっている。
雪室俊一によると当初は半年で終わる予定で、最終回のフィルムが早々と完成していたので、ポロンなどの延長分で登場したキャラクターは最終回に登場しないため、どうするか悩んだという。
最終回の予告では次番組『ひみつのアッコちゃん』（第1作）とコラボを行った。これはVHSビデオソフト版最終31巻ラストやDVD-BOX『ひみつのアッコちゃん』シリーズ全巻購入特典としても収録されている。また2004年9月 - 2005年8月に東映チャンネルの「わくわく!!アニメタイム」で放送された時も、次番組が『アッコちゃん』ということもあってそのまま放送された。

### ストーリー
人間界へとお忍びでやってきた魔法の国の王女サリーは、ひょんなことから人間の女の子、よし子とすみれと出会い仲良くなる。それをきっかけに、魔法で家を建てて人間界へ定住し、笑いあり、涙ありの様々な人間模様を繰り広げていく。

### 放送期間など
- 放送期間：1966年（昭和41年）12月5日 - 1968年（昭和43年）12月30日
- 放送時間：日本教育テレビ（NET）系列月曜19時 - 19時30分
- 放送回数：全109話

### 登場人物

#### 人間界
夢野 サリー
人間界では小学5年生の少女。11歳。実は魔法の国の王女で魔法使い。サリーという名前は生まれてすぐ自分でつけた。カブとポロンと同居している。
カブ
サリーの使い魔。人間界ではサリーの弟ということにしている。国王たちの家来で魔法も使える。国王の前ではカラスのような姿に変身することが多い。大のいたずら好き。
ポロン
サリーの使い魔。76話から108話まで登場。横山の原作には存在しない、アニメオリジナルキャラクター。人間界ではサリーの従妹ということにしている。いたずら好きの魔法使いで、特に物を縮小する魔法が得意。泣き出すと物を揺らしてしまう能力がある。元来は「カオル」という人間の子供で、捨て子だったのをサリーのパパに拾われ、侍従（パパの家来）に育てられた。寝ている時は元の人間に戻り、その時は右手にクローバーのあざが浮かぶ。第108話で真の両親のもとに返され、さらに魔法をサリーが吸収し続けたことにより人間に戻り、両親共々ブラジルへ永住するため日本を去った。
花村 よし子
サリーの同級生の友達。男勝りで姐御肌な性格。髪型は三つ編み。あだ名は「よっちゃん」。
花村 トン吉、花村 チン平、花村 カン太
よし子の三つ子の弟。よし子と同じ顔つきをしている。カブに負けないいたずら好き。姉には頭が上がらない。
なお三つ子とカブはアニメ化に当たって設置されたオリジナルキャラだが、原作にも「逆輸入」として登場している。
花村 利夫
よし子、トン吉、チン平、カン太の父親。職業はタクシーの運転手。妻とは死別している。顔つきはよし子や三つ子に似ている。原作漫画では八百屋で妻も健在だが両親共に多忙という設定。
春日野 すみれ
サリーの同級生の友達。よし子とは正反対のおとなしい女の子。勉強がよくできる。父親は医師。よし子と比べると出番が少なく、登場しない回も多い。
原作漫画では「すみちゃん」という名前で、キャラや衣装も大幅に異なっていた。
山部 アキラ
サリーたちの担任（希望ヶ丘小学校5年3組）でハンサムな男の先生。第71話で大財閥の娘・澄子と結婚した。
神奈川 健
アニメオリジナルキャラ。サリーの同級生である少年。あだ名は「ケンちゃん」。サリーの憧れで、すみれ以上に勉強がよくできる。丸刈り頭が特徴。
第12話で初登場後、初期に準レギュラーとして不定期に登場するも、中盤から登場しなくなるが、末期に再び準レギュラーとして不定期登場、そして最終回でよし子・すみれ・三つ子と共に、魔法の国に帰還するサリーとカブを見送った。なお第2作には登場しない。

#### 魔法の国
サリーのパパ
魔法の国の国王。威厳のある王であり、サリーにも厳しく接しようとするが甘さが隠せない。2本角の髪型でカイゼル髭を生やし、常に黒ずくめの服装に黒のマント姿。妻に一喝されるとあっさり折れる恐妻家の一面もある。登場する際はテーマ曲（クラシック、曲名調査中）が流れる。
サリーのママ
魔法の国の王妃。やさしく控えめな良妻賢母タイプだが、実はパパの頭をしっかり押さえている。いつもロングドレス姿で、編み物をしている姿で登場する。原作漫画では名前はシーマ。
大魔王
サリーの祖父。アニメオリジナルキャラクター。大魔王の名に相応しく強大な魔力を持っており、本気で魔法を使えば天変地異さえ起こせるが、人助けの為にしか使わない。
サリーたちと瀬戸内海の街に旅行で出かけた折、公害を原因とする大規模な赤潮が発生し、当地の養殖事業に全滅の危機が訪れた。サリーとカブが二人がかりで赤潮を太平洋に押し出そうとしてもどうにもならなかったが、大魔王はサリーと瀬戸内海の街で知り合った少年の友情に感じ入り、「お前たちの魔力はその程度か？」と叱責した後、「今こそ大魔王の力を見せよう！」と発し、天変地異を起こして赤潮を太平洋に吹き飛ばした。
ときどき人間界に来るため、よし子・すみれ・三つ子とも面識がある。
ウルトラ婆さん
サリーの家庭教師である老魔女。ときどき現れて口うるさく話す。最終回でもサリーに魔法の国への帰還を話した。アニメオリジナルキャラクター。

### 声の出演
- 夢野 サリー - 平井道子
- 花村 よし子 - 加藤みどり
- 春日野 すみれ、サリーのママ - 向井真理子（第10話まで）→山口奈々（第11話以降）
- カブ - 千々松幸子
- ポロン - 白石冬美[注釈 5]
- 花村 利夫（よし子の父）、サリーのパパ - 内海賢二
- 花村 トン吉、カン太 - 野沢雅子[注釈 6]
- 花村 チン平 - 朝井ゆかり→山本圭子（第98話以降）
- すみれの父 - 田の中勇 他
- 山部 アキラ - 石原良
- 神奈川 健 - 小原乃梨子（第12話）→白川澄子（第32話）→山本圭子（最終話）
- ウルトラ婆さん - 麻生みつ子、高橋和枝、麻生美代子
- 大魔王 - 富田耕吉 他

### スタッフ
- 企画：笹谷岩男、飯島敬、松本貞光、横山賢二
- 製作担当：笹谷岩男
- 原作：横山光輝
- 音楽：小林亜星
- 作画：生頼昭憲、清山滋崇、鈴木欽一郎、大橋学、小松原一男、鈴木康彦、彦根範夫、高橋春男、塩山紀生、小田部羊一、宮崎駿、吉田茂承、角田紘一 他
- 背景：井岡雅宏、穂積勝義、小林七郎 他
- 撮影：菅谷正昭、白根基万、井出昭一郎、池田重好、不破孝喜、高梨洋一、藤橋秀行
- 編集：古村均、鈴木寛、花井正明、鈴木亮
- 録音：石井幸夫、神原広巳、荒川文雄、波多野勲、小西進
- 効果：大平紀義
- 記録：水上紘子、的場節代、前野美代子、河島利子、竹部ヒサ子、藤井雅子、池田紀代子、星田絹代、佐伯節子
- 演出助手：佐々木勝利、及部保雄、葛西治、宮崎一哉、山吉康夫、小湊洋市、岡崎稔、神谷興一、 川田武範、蕪木登喜司、金子充洋、大網郁夫、奥西武
- 製作進行：豊島勝義、菅原吉郎、堤四四三、佐伯雅久、大辻平八郎、三沢徹夫、渡部一雄、石黒輝房、館浩二、佐藤哲雄、大野清、久保田弘男、田口矩
- 製作：東映動画

### 主題歌
オープニングテーマ「魔法使いサリーのうた」
作詞 - 山本清 / 作曲・編曲 - 小林亜星 / 歌 - スリー・グレイセス・薗田憲一とデキシーキングス
エンディングテーマ
「魔法のマンボ」（1話-26話）
作詞 - 山本清 / 作曲・編曲 - 小林亜星 / 歌 - 前川陽子、ハニー・マイツ
「いたずらのうた」（27話 - 73話）
作詞 - 山本清 / 作曲・編曲 - 小林亜星 / 歌 - 朝井ゆかり、野沢雅子、加藤みどり、千々松幸子、平井道子
歌詞は登場キャラクターたちの自己紹介になっており、歌唱者もそれぞれの担当声優。なお、すみれだけが出て来ない。
清水ミチコが「音痴なトリオ」の曲名で替え歌にして歌っている（1992年10月25日発売のアルバム『飴と鞭』に収録）。
「パパパのチョイナのうた」（74話 - 109話）
作詞 - 山本清 / 作曲・編曲 - 小林亜星 / 歌 - 水垣洋子、フォー・メイツ
オープニング曲の補足
TV版、朝日ソノラマ・ソノシート版
歌 - スリー・グレイセス
日本コロムビア版
歌 - ダイヤモンド・シスターズ（伴奏は薗田憲一とデキシーキングス）
スリー・グレイセスが当時キングレコードに所属していたため、日本コロムビアから発売されたレコードではダイヤモンド・シスターズが歌っている。
主題歌レコードの販売数は30万枚。これは日本コロムビアの当時の子供番組主題歌売り上げの新記録である。
映像について
OP映像はモノクロ・カラーとほぼ同じだが、モノクロでは歌詞テロップが無く、ネコ（サリーの魔法で変わったヘアブラシ）がネズミを追いかける場面が、ズームアウトバージョンになるという相違点があった。また冒頭でサリーが切り株に魔法をかけて家にする場面があったが、本編第1話では切り株から家を作ったのではない。しかし最終回でサリーとカブが別れる時、OP映像を逆回転して家を切り株に戻したため、第1話とは矛盾する結果となった。
エンディングの補足
第35話「幽霊少女」のEDは「いたずらのうた」を使っているが、スタッフクレジットには、企画が「笹谷岩男・飯島敬」、主題歌が「魔法のマンボ」となっているものと、それぞれ「飯島敬・横山賢二」「いたずらのうた」となっているものの2種類ある。これは、もともと「幽霊少女」が第27話（1967年（昭和42年）6月5日の予定）として作られながら、同年5月30日に岩手県でセスナ機の墜落事故が起き、事故への配慮から作品（サリーたちがコブタ山で、飛行機の墜落事故によって仮死状態になったれい子と知り合う話）の放送が延期になり、その間の第29話より企画と主題歌が交代し、クレジットを作り直したことが原因で、一部のプリントに修正前の原版が焼かれてしまったためである。その後のビデオソフト・東映チャンネル・DVDでは、修正後のスタッフがクレジットされている。
第74話以降の3代目EDは、1980年代までは東映化学に保管されているネガが無く、東映ビデオ発売のビデオソフト版では「いたずらのうた」時代のフィルム（ニュープリント）と歌を使用、また同じく東映ビデオ発売の「TVヒーロー主題歌全集・第4巻」（VHS、ベータマックス）には「いたずらのうた」時代の映像に、水森亜土カバーによる「パパパのチョイナのうた」を収録していた。だが1993年（平成5年）頃の調査で、103話のカラープリント版が東映動画の資料室に現存したことが判明。その後東映ビデオから発売された「東映TVアニメ主題歌大全集」（ビデオソフト、LD、DVD）には、これが収録されている。また、東映チャンネルやDVD版『サリー』では、このフィルムを基に、ニュープリント・デジタルリマスター化して放映・収録されている。

### 各話リスト
| 話数 | 放送日         | サブタイトル                | 脚本                | 演出       | 作画監督   | 美術     | ゲストキャスト                                                                    |
| ---- | -------------- | --------------------------- | ------------------- | ---------- | ---------- | -------- | --------------------------------------------------------------------------------- |
| 1    | 1966年 12月5日 | かわいい魔女がやってきた    | 吉野次郎            | 勝田稔男   | 羽根章悦   | 小山礼司 | 泥棒A - 富田耕吉 泥棒B - はせさんじ                                               |
| 2    | 12月12日       | サリーのお留守番            | 後藤陽              | 池田宏     | 竹内留吉   | 山崎誠   |                                                                                   |
| 3    | 12月19日       | サンタクロースがやってきた  | 押川国秋            | 新田義方   | 羽根章悦   | 小山礼司 | まり子 - 水垣洋子                                                                 |
| 4    | 12月26日       | すてきな学園                | 藤波敏郎            | 高見義雄   | 小華和為雄 | 小山礼司 | 番長 - 白川澄子 子分 - 山本圭子                                                   |
| 5    | 1967年 1月2日  | 誘拐団は大あわて            | 佐藤純彌            | 設楽博     | 金山通弘   | 山崎誠   |                                                                                   |
| 6    | 1月9日         | ウルトラ婆さん              | 後藤陽              | 池田宏     | 小華和為雄 | 小山礼司 |                                                                                   |
| 7    | 1月16日        | こんにちは泥棒さん          | 能登一平            | 勝田稔男   | 竹内留吉   | 山崎誠   | 泥棒A - 八奈見乗児 泥棒B - 神山卓三                                               |
| 8    | 1月23日        | 魔法のピクニック            | 新田義方            | 新田義方   | 羽根章悦   | 山崎誠   | 家来 - 富田耕吉 トラック運転手 - 大竹宏                                           |
| 9    | 1月30日        | パパはお天気や              | 浜田稔              | 黒田昌郎   | 香西隆男   | 山崎誠   | メフィスト - 北川国彦 （※EDでは、八奈見乗児となっている）                         |
| 10   | 2月6日         | あしたに夢を                | 藤波敏郎 佐藤純彌   | 設楽博     | 金山通弘   | 山崎誠   | 小野ミツル - 山本圭子                                                             |
| 11   | 2月13日        | 涙くんはどこにいる          | 雪室俊一            | 田中亮三   | 細田暉雄   | 山崎誠   |                                                                                   |
| 12   | 2月20日        | 横丁の王子様                | 藤波敏郎            | 高見義雄   | 羽根章悦   | 遠藤重義 |                                                                                   |
| 13   | 2月27日        | いじわるテスト              | 後藤陽              | 池田宏     | 田島実     | 山崎誠   |                                                                                   |
| 14   | 3月6日         | 夢と幽霊                    | 吉野次郎            | 黒田昌郎   | 香西隆男   | 山崎誠   |                                                                                   |
| 15   | 3月13日        | 魔法の地下鉄0号線           | 雪室俊一            | 明比正行   | 竹内留吉   | 山崎誠   | 文夫 - 白石冬美                                                                   |
| 16   | 3月20日        | やっかいな居候              | 押川国秋            | 高見義雄   | 古沢日出夫 | 千葉秀雄 |                                                                                   |
| 17   | 3月27日        | サリーと王女                | 安藤豊弘            | 西沢信孝   | 菊池貞雄   | 遠藤重義 | ローラ王女 - 白石冬美 ガサリ - 永井一郎 ゴソリ - はせさん治                       |
| 18   | 4月3日         | パパはにせもの              | 能登一平            | 勝田稔男   | 羽根章悦   | 山崎誠   | カブの変身したパパ - 八奈見乗児                                                   |
| 19   | 4月10日        | おてんばドライブ            | 浜田稔              | 芹川有吾   | 若林哲弘   | 山崎誠   | 貧乏神 - 八奈見乗児                                                               |
| 20   | 4月17日        | 日曜日のおくりもの          | 雪室俊一            | 久岡敬史   | 香西隆男   | 遠藤重義 |                                                                                   |
| 21   | 4月24日        | 大好きママ                  | 若井基成            | 山本寛巳   | 田島実     | 山崎誠   |                                                                                   |
| 22   | 5月1日         | かわいいポピー              | 若井基成            | 設楽博     | 金山通弘   | 福本智雄 | ポピー - 白石冬美                                                                 |
| 23   | 5月8日         | わんわん騒動                | 浜田稔              | 勝間田具治 | 高橋信也   | 若井肇   | ポチ（ポーキー） - 栗葉子 サリーのママ - 野沢雅子（代役で担当）                   |
| 24   | 5月15日        | 謎の幽霊館                  | 井石悟人            | 新田義方   | 古沢日出夫 | 横井三郎 |                                                                                   |
| 25   | 5月22日        | おじいちゃまの誕生日        | 高橋潤一            | 黒田昌郎   | 香西隆男   | 福本智雄 |                                                                                   |
| 26   | 5月29日        | 魔法の風船旅行              | 後藤陽              | 池田宏     | 羽根章悦   | 山崎誠   |                                                                                   |
| 27   | 6月5日         | かわいい天使が降って来た    | 金子健              | 白根徳重   | 窪詔之     | 沼井一   | キューピッド - 白石冬美                                                           |
| 28   | 6月12日        | 夢のバレリーナ              | 浜田稔              | 芹川有吾   | 田島実     | 横井三郎 | ゆみ子 - 増山江威子                                                               |
| 29   | 6月19日        | 失敗だらけ                  | 加茂長太            | 田中亮三   | 竹内留吉   | 沼井肇   |                                                                                   |
| 30   | 6月26日        | いたずら学校                | 若井基成            | 高見義雄   | 古沢日出夫 | 福本智雄 |                                                                                   |
| 31   | 7月3日         | 魔女のしあわせ              | 金子健              | 村山鎮雄   | 木村圭市郎 | 山崎誠   | チャオチャオ - 白石冬美 バルバラ - 朝井ゆかり                                     |
| 32   | 7月10日        | 海辺のサリー                | 浜田稔              | 田宮武     | 落合道正   | 横井三郎 |                                                                                   |
| 33   | 7月17日        | サリーの花嫁さん            | 雪室俊一            | 明比正行   | 香西隆男   | 沼井一   |                                                                                   |
| 34   | 7月24日        | 海の宝物                    | 高市索太            | 勝田稔男   | 羽根章悦   | 横井三郎 |                                                                                   |
| 35   | 7月31日        | 幽霊少女                    | 朝風薫              | 眞野好央   | 熊川正雄   | 横井三郎 | れい子 - 白石冬美 閻魔長官 - 富田耕吉                                             |
| 36   | 8月7日         | ライオンと握手              | 若井基成            | 白根徳重   | 窪詔之     | 山崎誠   |                                                                                   |
| 37   | 8月14日        | 東京マンガ通り              | 雪室俊一            | 勝間田具治 | 高橋信也   | 福本智雄 | タケシ - 白石冬美 ダンプ運転手 - 北川国彦 牧師 - 永井一郎                         |
| 38   | 8月21日        | わんぱく大将                | 北川一美            | 久岡敬史   | 香西隆男   | 山崎誠   | ドン - 白川澄子                                                                   |
| 39   | 8月28日        | おかしな転校生              | 浜田稔              | 田宮武     | 落合道正   | 沼井肇   | ユキオ - 白川澄子 キューピット - 白石冬美                                         |
| 40   | 9月4日         | かぎっ子太郎                | 雪室俊一            | 山本寛巳   | 田島実     | 福本智雄 | 太郎 - 東美江                                                                     |
| 41   | 9月11日        | よっちゃんいぬになる        | 三木瀬たかし        | 西沢信孝   | 古沢日出夫 | 横井三郎 | ペテン師 - 北川国彦                                                               |
| 42   | 9月18日        | 魔法のうらない              | 三木瀬たかし        | 設楽博     | 羽根章悦   | 沼井肇   | ミツコ - 松尾佳子                                                                 |
| 43   | 9月25日        | こまった生徒                | 瀬間三枝子          | 村山鎮雄   | 木村圭市郎 | 沼井肇   | ゆかり - 恵比寿まさ子                                                             |
| 44   | 10月2日        | 魔法を見ちゃった！          | 三木瀬たかし        | 眞野好央   | 窪詔之     | 横井三郎 |                                                                                   |
| 45   | 10月9日        | ラクガキパレード            | 雪室俊一            | 黒田昌郎   | 香西隆男   | 山崎誠   | おばあさん - 麻生美代子                                                           |
| 46   | 10月16日       | 見えないバッジ              | 雪室俊一            | 田中亮三   | 古沢日出夫 | 沼井肇   |                                                                                   |
| 47   | 10月23日       | 魔女になりたい              | 後藤陽              | 池田宏     | 田島実     | 山崎誠   |                                                                                   |
| 48   | 10月30日       | サリーのピンチ              | 金子健              | 勝田稔男   | 羽根章悦   | 山崎誠   |                                                                                   |
| 49   | 11月6日        | サーカスの少女              | 雪室俊一            | 明比正行   | 香西隆男   | 沼井肇   | ルリ子 - 野村道子 団長 - 富田耕吉 ピエロ - 大竹宏                                 |
| 50   | 11月13日       | まごころのかけ橋            | 鈴樹三千夫          | 久岡敬史   | 古沢日出夫 | 沼井肇   |                                                                                   |
| 51   | 11月20日       | おかぁちゃんの匂い          | 雪室俊一            | 西沢信孝   | 田島実     | 山崎誠   | マダム - 朝香優子                                                                 |
| 52   | 11月27日       | がんばれサリー              | 雪室俊一            | 設楽博     | 羽根章悦   | 沼井一   |                                                                                   |
| 53   | 12月4日        | 給食の王様                  | 雪室俊一            | 山本寛巳   | 香西隆男   | 山崎誠   | オサム - 白川澄子                                                                 |
| 54   | 12月11日       | ミスター雪ダルマ            | 辻真先              | 田中亮三   | 古沢日出夫 | 沼井肇   | 雪だるま - 富田耕吉 薬局の主人 - 北川国彦                                         |
| 55   | 12月18日       | 友情のクリスマス            | 三木瀬たかし        | 勝田稔男   | 羽根章悦   | 沼井肇   | 中野 - 白川澄子 渋谷 - 山本圭子                                                   |
| 56   | 12月25日       | もちつき騒動                | 辻真先              | 明比正行   | 香西隆男   | 山崎誠   | 人夫A - 大竹宏                                                                    |
| 57   | 1968年 1月1日  | 魔法のわんぱく三人組        | 三木瀬たかし        | 村山鎮雄   | 彦根範夫   | 山崎誠   |                                                                                   |
| 58   | 1月8日         | 点取虫よさようなら          | 鈴樹三千夫          | 池田宏     | 田島実     | 山崎誠   | アキオ - 坪井章子                                                                 |
| 59   | 1月15日        | 冬山のできごと              | 雪室俊一 松本幸代   | 田中亮三   | 田島実     | 山崎誠   |                                                                                   |
| 60   | 1月22日        | ポニーの花園                | 辻真先              | 芹川有吾   | 国保誠     | 沼井肇   | ポニー - 久松夕子 荒木 - 山本圭子                                                 |
| 61   | 1月29日        | 北風の子                    | 辻真先              | 眞野好央   | 細田暉雄   | 沼井肇   | ズッペ - 野村道子 巡査 - 北川国彦                                                 |
| 62   | 2月5日         | サリーのふるさと            | 雪室俊一            | 田宮武     | 生頼昭憲   | 横井三郎 |                                                                                   |
| 63   | 2月12日        | 青い目のお友だち            | 雪室俊一            | 黒田昌郎   | 古沢日出夫 | 沼井肇   | メリー - 栗葉子 病気の神 - 大竹宏                                                 |
| 64   | 2月19日        | 魔法のスケッチブック        | 安藤豊弘            | 西沢信孝   | 田島実     | 横井三郎 | デン子 - 田上和枝 画伯 - 八奈見乗児                                               |
| 65   | 2月26日        | お兄さんはどこに            | 鈴樹三千夫 安藤豊弘 | 設楽博     | 羽根章悦   | 横井三郎 | ひとみ - 松尾佳子 ハジメ - 山本圭子 パン屋の店主 - 永井一郎                       |
| 66   | 3月4日         | 老犬と少女                  | 安藤豊弘            | 高見義雄   | 高橋信也   | 福本智雄 | ペス - 増岡弘 ミドリ - 松田八十栄                                                 |
| 67   | 3月11日        | いたずら大作戦              | 鈴樹三千夫          | 久岡敬史   | 我妻宏     | 山崎誠   | 安部 - 山本圭子                                                                   |
| 68   | 3月18日        | サリー大いにいかる          | 辻真先              | 山本寛巳   | 木村圭市郎 | 沼井肇   |                                                                                   |
| 69   | 3月25日        | 魔法のエイプリルフール      | 鈴樹三千夫          | 池田宏     | 羽根章悦   | 山崎誠   |                                                                                   |
| 70   | 4月1日         | みんなバラバラ              | 雪室俊一            | 山本寛巳   | 田島実     | 山崎誠   |                                                                                   |
| 71   | 4月8日         | 先生の花嫁さん              | 雪室俊一            | 勝田稔男   | 羽根章悦   | 山崎誠   | 澄子 - 矢島清子                                                                   |
| 72   | 4月15日        | 魔法の国の裁判              | 浪江志摩            | 香西隆男   | 我妻宏     | 山崎誠   | ビック - 大竹宏 裁判官 - 北川国彦                                                 |
| 73   | 4月22日        | サリーの休日                | 安藤豊弘            | 香西隆男   | 我妻宏     | 山崎誠   | 夕子 - 杉山佳寿子                                                                 |
| 74   | 4月29日        | 鯉のぼりとカシワモチ        | 安藤豊弘            | 西沢信孝   | 喜多真佐武 | 福本智雄 | 金太郎 - 田上和枝 ヒゲ田執事 - 杉浦宏策                                           |
| 75   | 5月6日         | 子ぐまのプータン            | 後藤陽              | 永樹凡人   | 我妻宏     | 山崎誠   | プータン&バスガイド - 白石冬美 よし子の祖父 - 北川国彦                            |
| 76   | 5月13日        | ポロロン天使                | 雪室俊一            | 山本寛巳   | 羽根章悦   | 山崎誠   |                                                                                   |
| 77   | 5月20日        | 小さな魔法使い              | 辻真先              | 設楽博     | 奥山玲子   | 山崎誠   |                                                                                   |
| 78   | 5月27日        | 魔法の学園祭                | 三木瀬たかし        | 田中亮三   | 小田克也   | 福本智雄 |                                                                                   |
| 79   | 6月3日         | ミニミニ奥さま              | 雪室俊一            | 田中亮三   | 田島実     | 山崎誠   |                                                                                   |
| 80   | 6月10日        | あした天気になーれ          | 鈴樹三千夫          | 設楽博     | 奥山玲子   | 山崎誠   | 老人 - 永井一郎                                                                   |
| 81   | 6月17日        | サリーのカメラマン          | 浪江志摩            | 勝田稔男   | 喜多真佐武 | 福本智雄 | ツン子 - 渡辺知子 ツン子の父&窓拭きA - 富田耕生 大橋&窓拭きB - 野田圭一           |
| 82   | 6月24日        | おしゃれメガネ              | 雪室俊一            | 池田宏     | 田島実     | 山崎誠   |                                                                                   |
| 83   | 7月1日         | 涙の宝石                    | 浪江志摩            | 明比正行   | 菊池貞雄   | 山崎誠   | カンナ - 桂玲子 ブス夫 - 山本圭子                                                 |
| 84   | 7月8日         | みにくい人形                | 中島守              | 池田宏     | 小田克也   | 福本智雄 | マンゾウ - 野沢雅子 少女 - 白石冬美                                               |
| 85   | 7月15日        | 日曜学校                    | 安藤豊弘            | 香西隆男   | 我妻宏     | 福本智雄 |                                                                                   |
| 86   | 7月22日        | シンデレラ姫は誰か          | 鈴樹三千夫          | 村山鎮雄   | 菊池貞雄   | 山崎誠   |                                                                                   |
| 87   | 7月29日        | 愛のつばさ                  | 安藤豊弘            | 明比正行   | 喜多真佐武 | 山崎誠   |                                                                                   |
| 88   | 8月5日         | 遊び場をかえせ              | 浪江志摩            | 山本寛巳   | 田島実     | 山崎誠   | 春夫 - 坪井章子                                                                   |
| 89   | 8月12日        | バンザイ!キャンプファイヤー | 安藤豊弘            | 芹川有吾   | 羽根章悦   | 山崎誠   |                                                                                   |
| 90   | 8月19日        | 金魚と風鈴                  | 三好加也            | 設楽博     | 小田克也   | 山崎誠   |                                                                                   |
| 91   | 8月26日        | 別れの記念樹                | 安藤豊弘            | 香西隆男   | 我妻宏     | 福本智雄 | 五郎 - 白川澄子                                                                   |
| 92   | 9月2日         | 秘密の宝もの                | 浪江志摩            | 田中亮三   | 田島実     | 山崎誠   | 巡査 - 北川国彦                                                                   |
| 93   | 9月9日         | 消えたサリー                | 雪室俊一            | 西沢信孝   | 岡田敏靖   | 山崎誠   | 信如 - 山本圭子                                                                   |
| 94   | 9月16日        | いたずらっ子                | 安藤豊弘            | 山本寛巳   | 小田克也   | 山崎誠   | 老人 - 永井一郎                                                                   |
| 95   | 9月23日        | 走れデゴイチ                | 雪室俊一            | 池田宏     | 我妻宏     | 山崎誠   |                                                                                   |
| 96   | 9月30日        | ちびっ子大騒動              | 浪江志摩            | 岡崎稔     | 我妻宏     | 遠藤重義 |                                                                                   |
| 97   | 10月7日        | 歩きだした大仏さま          | 雪室俊一            | 田中亮三   | 喜多真佐武 | 穂積勝義 |                                                                                   |
| 98   | 10月14日       | バンザイ!オリンピック       | 辻真先              | 村山鎮雄   | 窪詔之     | 遠藤重義 |                                                                                   |
| 99   | 10月21日       | サリーのかぐや姫            | 辻真先              | 西沢信孝   | 国保誠     | 山崎誠   |                                                                                   |
| 100  | 10月28日       | ほらふき和尚さん            | 安藤豊弘            | 勝田稔男   | 小田克也   | 山崎誠   | 和尚 - 八奈見乗児                                                                 |
| 101  | 11月4日        | 地上最大のいたずら          | 三木瀬たかし        | 永樹凡人   | 我妻宏     | 穂積勝義 |                                                                                   |
| 102  | 11月11日       | ものすごいお婆さん          | 浪江志摩            | 村山鎮雄   | 窪詔之     | 遠藤重義 | お婆さん - 麻生美代子                                                             |
| 103  | 11月18日       | 負けるな!三人娘             | 鈴樹三千夫          | 設楽博     | 森英樹     | 山崎誠   |                                                                                   |
| 104  | 11月25日       | サリーのお手伝いさん        | 鈴樹三千夫          | 山本寛巳   | 国保誠     | 横井三郎 |                                                                                   |
| 105  | 12月2日        | 最後の魔術師                | 辻真先              | 田中亮三   | 田島実     | 穂積勝義 | 勉 - 白川澄子                                                                     |
| 106  | 12月9日        | あこがれの舞妓さん          | 雪室俊一            | 西沢信孝   | 国保誠     | 遠藤重義 |                                                                                   |
| 107  | 12月16日       | 吹雪に立つ少女              | 鈴樹三千夫          | 田宮武     | 岡田敏靖   | 遠藤重義 |                                                                                   |
| 108  | 12月23日       | ポロンの子守唄              | 雪室俊一            | 勝田稔男   | 喜多真佐武 | 山崎誠   | カオル（ポロン）の父 - 野田圭一 カオル（ポロン）の母 - 小串容子 侍従 - 八奈見乗児 |
| 109  | 12月30日       | さよならサリー              | 三木瀬たかし        | 池田宏     | 細田暉雄   | 山崎誠   |                                                                                   |

### 放送局
放送系列は放送当時のもの。
| 放送対象地域 | 放送局                | 系列                                     | 放送時間                              | 備考                               |
| ------------ | --------------------- | ---------------------------------------- | ------------------------------------- | ---------------------------------- |
| 関東広域圏   | 日本教育テレビ（NET） | 日本教育テレビ（NET）系列                | 月曜 19:00 - 19:30                    | 制作局                             |
| 近畿広域圏   | 毎日放送              | 日本教育テレビ（NET）系列                | 月曜 19:00 - 19:30                    | 現在はTBS系列。                    |
| 福岡県       | 九州朝日放送          | 日本教育テレビ（NET）系列                | 月曜 19:00 - 19:30                    |                                    |
| 北海道       | 北海道放送            | TBS系列                                  | 金曜 18:00 - 18:30                    | 1968年10月まで                     |
| 北海道       | 北海道テレビ放送      | 日本教育テレビ（NET）系列                | 月曜 19:00 - 19:30                    | 1968年11月、12月のみ               |
| 青森県       | 青森放送              | 日本テレビ系列                           | 木曜 18:00 - 18:30                    |                                    |
| 岩手県       | 岩手放送              | TBS系列                                  |                                       |                                    |
| 宮城県       | 東北放送              | TBS系列                                  | 水曜 18:00 - 18:30                    |                                    |
| 秋田県       | 秋田放送              | 日本テレビ系列                           | 水曜 17:30 - 18:00                    |                                    |
| 山形県       | 山形放送              | 日本テレビ系列                           | 火曜 17:30 - 18:00                    |                                    |
| 福島県       | 福島テレビ            | 日本テレビ系列                           | 土曜 18:15 - 18:45                    | 1968年3月 - 1969年2月まで。        |
| 新潟県       | 新潟放送              | TBS系列                                  | 月曜 17:30 - 18:00                    |                                    |
| 長野県       | 信越放送              | TBS系列                                  |                                       |                                    |
| 山梨県       | 山梨放送              | 日本テレビ系列                           |                                       |                                    |
| 静岡県       | 静岡放送              | TBS系列                                  |                                       |                                    |
| 富山県       | 北日本放送            | 日本テレビ系列                           | 水曜 17:30 - 18:00                    |                                    |
| 石川県       | 北陸放送              | TBS系列                                  | 水曜 17:25 - 17:55                    | 1969年頃に放送                     |
| 福井県       | 福井放送              | 日本テレビ系列                           |                                       |                                    |
| 中京広域圏   | 名古屋テレビ          | 日本教育テレビ（NET）系列 日本テレビ系列 | 月曜 17:00 - 17:30 火曜 18:00 - 18:30 |                                    |
| 島根県       | 山陰放送              | TBS系列                                  |                                       | 当時の放送エリアは島根県のみ。     |
| 岡山県       | 山陽放送              | TBS系列                                  |                                       | 当時の放送免許エリアは岡山県のみ。 |
| 広島県       | 中国放送              | TBS系列                                  |                                       |                                    |
| 山口県       | 山口放送              | 日本テレビ系列                           |                                       |                                    |
| 徳島県       | 四国放送              | 日本テレビ系列                           |                                       |                                    |
| 愛媛県       | 南海放送              | 日本テレビ系列                           |                                       |                                    |
| 高知県       | 高知放送              | 日本テレビ系列                           |                                       |                                    |
| 長崎県       | 長崎放送              | TBS系列                                  |                                       |                                    |
| 熊本県       | 熊本放送              | TBS系列                                  |                                       |                                    |
| 大分県       | 大分放送              | TBS系列                                  |                                       |                                    |
| 宮崎県       | 宮崎放送              | TBS系列                                  |                                       |                                    |
| 鹿児島県     | 南日本放送            | TBS系列                                  |                                       |                                    |
| 沖縄県       | 沖縄テレビ            | フジテレビ系列                           |                                       | [ 注釈 13 ]                        |

### DVD
テレビアニメ化40周年を迎える2006年12月20日には、ユニバーサルミュージックより初代アニメ版のDVD-BOXがリリースされた。東映チャンネル（CS放送・ケーブルテレビチャンネル）放映時では、欠番であった20話・66話・71話すべて含んだ完全収録になる。POBD-60100（初回限定版サリー&カブのフィギュア付き定価：78750円）POBD-60119（通常版：定価75810円）

### 劇場版
- 1967年に、第24、26話を「オールカラーで! 東映まんがまつり」内で公開。
- 1968年に、第77話を「東映まんがパレード」内で公開。2012年7月21日発売の『復刻!東映まんがまつり 1968年夏』に収録されている。
- 1973年に、第89話を「東映まんがまつり」内で公開。2011年10月21日発売の『復刻!東映まんがまつり 1973夏』に収録されている。

### ネット配信
- 東映アニメーションがYouTubeに設立した「東映アニメーション創立60周年チャンネル」（→東映アニメーションミュージアムチャンネル）で、2016年12月8日から第1作の第1話が常時無料配信されている。また2017年6月8日からは第2作の第1話も無料配信されている。
- 2025年2月1日から同年4月13日まで、原作者・横山光輝の生誕90年を記念し、同チャンネルで毎日19:00に1話ずつ、2週間の期間限定で無料配信が行われた。当初は2月内（第28話まで）での予定であったが、好評につき3月内（第59話まで）での延長となった。

| NETテレビ系 月曜19:00 - 19:30枠 | NETテレビ系 月曜19:00 - 19:30枠                           | NETテレビ系 月曜19:00 - 19:30枠 |
| 前番組                          | 番組名                                                    | 次番組                          |
| ------------------------------- | --------------------------------------------------------- | ------------------------------- |
| 海賊王子                        | 魔法使いサリー （第1作） (1966年12月5日 - 1968年12月30日) | ひみつのアッコちゃん （第1作）  |

## アニメ・1989年版

### 解説（アニメ・1989年版）
制作・放送は1989年（平成元年）であり、前作の放送から20年以上経っていたが、前作の最終回を踏襲し続編として制作された。ただし、ポロンが魔女に育てられた人間の子供ではなく、元々魔法の国の出身（魔女ヘルメスの娘）であることや、第1話で挿入された「サリーの別れ」が第1作と異なっていたり、1980年代後期からの時代背景や風俗が反映されるなどの相違点があり、正確には続編的内容のパラレル作品となっている。1980年代中頃から起きたレトロブーム末期だったことや1966年版を見ていた視聴者にも人気があり、前作同様2年間のロングラン放送となった。なお、本作のキャラクターは後述する"サリーちゃん足"ではない。
今作も人気はあったがあまり再放送されず（朝日放送における子供アニメ大会や秋田朝日放送での再放送の実績がある）ソフト化（ただしTVスペシャル2作、劇場版、編集オムニバス版のみ東映ビデオよりリリースされた）に恵まれなかった。しかし「東映アニメBBプレミアム」にて劇場版が2008年4月より、レギュラーシリーズ（全88話）が2008年5月より順次配信された。
1990年元日放送の2作初のスペシャル版では、冒頭でサリー・カブ・ポロンによる新年のご挨拶が放送された。魔女っ子アニメの元日放送は1968年の前作第57話から22年振りのことであり、この時は作画の関係上ご挨拶が無かった（前回第56話のラストに行った）ので、ご挨拶付きの元日放送は史上初。
1回も休止しなかった前作に対し、本作は年末特番や期首特番で休止が多発、時によってはプロ野球中継や通常番組拡大版などで休止、特に1990年9月24日から同年10月8日までは3週続けて放送されなかった。このため放送は2年でも、放送回数はスペシャルを含めて「90回」と1年9ヶ月分だった。
本番組終了後、月曜19時枠のアニメは再び途絶えたが半年でアニメ枠に戻り、『クレヨンしんちゃん』が開始された。
『魔法使いサリー 魔法の国のプリンセス』（1989年版第1話：1990年7月 VHS 東映ビデオ・バンダイ）の冒頭にはパイロット版が収録されている。乙女座の最輝星、スピカが魔法の国アストレアであることをサリーが説明する内容。

### ストーリー（アニメ・1989年版）
魔法の国へ戻り戴冠式を迎えたサリーは、女王に即位すれば二度と人間界に戻ることはできないと聞かされ、困惑する。そんなある時、トラブルに巻き込まれサリーに助けを求めるよし子とすみれの声が聞こえてきた。決心して人間界に戻ったサリーは、両親との約束通りにみんなと築き上げてきた友情の思い出を魔法で消し去り、様々な出来事を経験しながらみんなと新しい友情を育んでいく。

### 放送期間など（アニメ・1989年版）
- 放送期間：1989年（平成元年）10月9日 - 1991年（平成3年）9月23日
- 放送時間：テレビ朝日系列月曜19時 - 19時30分（スペシャル1は月曜18時 - 19時[17]、同2は月曜19時 - 19時54分[18]）
- 放送回数：全90話（本編88話＋スペシャル2話）

### 声の出演（アニメ・1989年版）
- 夢野 サリー - 山本百合子
- カブ - 本多知恵子
- ポロン - 西原久美子
- ダブダブ、花村 トン吉 - 頓宮恭子
- 花村 よし子 - 鈴木みえ
- 春日野 すみれ - 久川綾
- 花村 チン平 - 松井摩味
- 花村 カン太 - 萩森侚子
- 花村 利夫 - 大竹宏→石森達幸
- 春日野 晴彦（すみれの父） - 飯塚昭三
- 春日野 かすみ（すみれの母） - 島本須美
- 山部 アキラ（サリー・よし子・すみれの担任） - 塩屋浩三
- 荒木 てつお - 江森浩子
- 大泉 あざみ - 川村万梨阿
- 横山 賢太郎 - 丸尾知子
- 鈴子 - 柿沼紫乃
- 隣のおばさま - 武藤礼子
- 隣のおじさま - はせさん治
- ルー - 中島千里
- シェリー先生 - 松島みのり→杉山佳寿子
- 黒部 カレン - 伊藤美紀→青羽美代子
- セレネ - 鶴ひろみ→佐々木優子
- サリーのパパ（魔法の国・国王） - 屋良有作
- サリーのママ（魔法の国・王妃） - 川島千代子
- 大魔王 - 内海賢二

### スタッフ（アニメ・1989年版）
- 企画：横山和夫、東伊里弥（東映動画）
- 原作：横山光輝
- 音楽：美野春樹
- キャラクターデザイン：山口泰弘、鈴木郁乃
- 美術デザイン：吉池隆司
- シリーズディレクター：葛西治
- 製作担当：菅原吉郎→樋口宗久
- テレビ朝日プロデューサー：加藤守啓→太田賢司
- 特殊効果：中島正之、山本公、滝山雄二
- 撮影：渡辺英俊、白井敏雄、沖田英一、中野政規、田口久男、神山茂男、五十嵐香、三晃プロダクション、G・T・R、A・C・C、トランスアーツ
- 編集：花井正明、吉川泰弘
- 録音：今関種吉
- 効果：伊藤道広
- 選曲：田中英行
- 記録：雄谷将仁→原芳子、柴八千穂、小川真美子
- 美術進行：北山礼子
- 仕上進行：清水洋一→本間修、加藤順子、加藤全美、安藤春恵、羽石隆志、佐野二郎、大津多美子、植木知子、加藤まり子、西岡竜太
- 広報：圓尾佳則→森田兆基（テレビ朝日）
- 現像：東映化学
- 製作：テレビ朝日、東映

### 主題歌（アニメ・1989年版）
オープニングテーマ「魔法使いサリー」
作詞 - 山本清 / 作曲 - 小林亜星 / 編曲 - 山本健司 / 歌 - 朝川ひろこ
エンディングテーマ
「不思議なサリー」（1話 - 45話、SP1）
作詞 - 白峰美津子 / 作曲 - 井上ヨシマサ / 編曲 - 山本健司 / 歌 - 朝川ひろこ
「リトル　プリンセス」（46話 - 88話、SP2）
作詞 - 白峰美津子 / 作曲 - 小坂明子 / 編曲 - 信田かずお / 歌 - 朝川ひろこ
1966年版のオープニング曲との相違
1966年版ではサリーのみの登場だが、1989年版ではサリーの他、友達のすみれやよし子、トン吉、チン平、カン太、サリーのパパやママが、いずれも初めてOPに登場した。また、1966年版のオープニング映像ではモノクロからカラーに移行後も最終回まで映像が変わらなかったが、1989年版では第30話からアニメーションの改変が行われ、番組のタイトルも1966年版ではオープニングの最後に出たのに対し、1989年版では1番の歌詞のサビから番組のタイトルが出る。

### 各話リスト（アニメ・1989年版）

#### 本編（アニメ・1989年版）
| 話数 | サブタイトル                                                      | 脚本         | （絵コンテ） 演出     | 作画監督   | 美術              | 放送日         |
| ---- | ----------------------------------------------------------------- | ------------ | --------------------- | ---------- | ----------------- | -------------- |
| 1    | はじめましてあたし夢野サリーです                                  | 酒井あきよし | 葛西治                | 山口泰弘   | 吉田智子          | 1989年 10月9日 |
| 2    | おしゃまなポロンの大騒動!?                                        | 酒井あきよし | 竹之内和久            | 松本清     | 渡辺佳人          | 10月16日       |
| 3    | 家出した隣の太ったお嬢さま!?                                      | 丸尾みほ     | 設楽博                | 鈴木郁乃   | 吉田智子          | 10月23日       |
| 4    | 大好き5年3組!                                                     | 金春智子     | 又野弘道              | 永木龍博   | 渡辺佳人          | 10月30日       |
| 5    | 行かないで!すみれちゃん                                           | 朝倉千筆     | 細田雅弘              | 小山善孝   | 吉田智子          | 11月6日        |
| 6    | ごめんなさい、サリーお姉ちゃん                                    | 酒井あきよし | 葛西治                | 進藤満尾   | 渡辺佳人          | 11月13日       |
| 7    | パパ、たすけて!!                                                  | 丸尾みほ     | 松原明徳              | 小曽根孝夫 | 吉田智子          | 11月20日       |
| 8    | 黒い天使カレン                                                    | 朝倉千筆     | 竹之内和久            | 松本清     | 渡辺佳人          | 11月27日       |
| 9    | 夢見るピンクのクジラさん                                          | 金春智子     | 設楽博                | 須賀重行   | 吉田智子          | 12月4日        |
| 10   | さびしがり屋のお坊ちゃま                                          | 丸尾みほ     | 又野弘道              | 永木龍博   | 渡辺佳人          | 12月11日       |
| 11   | サンタが街にやって来た!?                                          | 朝倉千筆     | 松原明徳              | 須賀重行   | 吉田智子          | 12月18日       |
| SP1  | 魔女になったよし子ちゃん                                          | 酒井あきよし | 明比正行              | 山口泰弘   | 吉池隆司 谷口淳一 | 1990年 1月1日  |
| 12   | 雪の動物園                                                        | 酒井あきよし | 細田雅弘              | 山口泰弘   | 渡辺佳人          | 1月8日         |
| 13   | 失われた宝もの                                                    | 金春智子     | 葛西治                | 松本清     | 吉田智子          | 1月15日        |
| 14   | パパとおじいちゃまの大ゲンカ                                      | 丸尾みほ     | 竹之内和久            | 小曽根孝夫 | 渡辺佳人          | 1月22日        |
| 15   | カブはピカピカの一年生!                                           | 酒井あきよし | 設楽博                | 小山善孝   | 吉田智子          | 1月29日        |
| 16   | おばさまの素敵な指輪                                              | 朝倉千筆     | 細田雅弘              | 永木龍博   | 渡辺佳人          | 2月5日         |
| 17   | ポロンの初恋                                                      | 丸尾みほ     | 又野弘道              | 加々美高浩 | 吉田智子          | 2月12日        |
| 18   | 落ちてきた星の王子さま                                            | 金春智子     | 梅澤淳稔              | 香川久     | 渡辺佳人          | 2月19日        |
| 19   | お母さんの花園                                                    | 朝倉千筆     | 竹之内和久            | 松本清     | 吉田智子          | 2月26日        |
| 20   | 子馬物語・少女の涙と小さな命の誕生                                | 岸間信明     | 箕ノ口克己            | 小曽根孝夫 | 渡辺佳人          | 3月5日         |
| 21   | 憎しみの呪文を唱えて悪魔の娘再び!                                 | 朝倉千筆     | 細田雅弘              | 小山善孝   | 吉田智子          | 3月12日        |
| 22   | 少女の肖像画に隠された二十年前の秘密                              | 丸尾みほ     | 又野弘道              | 永木龍博   | 渡辺佳人          | 3月19日        |
| 23   | サリーは人間じゃない!!魔法テスト騒動                              | 金春智子     | 有迫俊彦              | 香川久     | 吉田智子          | 4月9日         |
| 24   | 花の妖精界・ポロンはやんちゃなお姫さま                            | 岸間信明     | 竹之内和久            | 松本清     | 渡辺佳人          | 4月23日        |
| 25   | 二千年の眠りから目覚めた魔女の呪い!                               | 酒井あきよし | 箕ノ口克己            | 小曽根孝夫 | 吉田智子          | 5月7日         |
| 26   | 幽霊?吸血鬼?夜毎に森が泣いている!                                 | 朝倉千筆     | 細田雅弘              | 小山善孝   | 渡辺佳人          | 5月14日        |
| 27   | サリーの危機!失われたタクトの魔力!!                               | 酒井あきよし | 設楽博                | 永木龍博   | 吉田智子          | 5月21日        |
| 28   | 星にねがいを!夜空に舞う白鳥の湖!!                                 | 丸尾みほ     | 渡辺健一郎            | 香川久     | 渡辺佳人          | 5月28日        |
| 29   | 輝けスピカ!今、愛のタクトが蘇える!!                               | 朝倉千筆     | 竹之内和久            | 松本清     | 吉田智子          | 6月4日         |
| 30   | 奇跡の魔力パワー!人間になったネコ!?                               | 岸間信明     | 箕ノ口克己            | 菊池城二   | 渡辺佳人          | 6月11日        |
| 31   | カブが御主人さま!?妖精スズメの恩返し                              | 金春智子     | 細田雅弘              | 小曽根孝夫 | 吉田智子          | 6月18日        |
| 32   | 友情を信じて!夢の国からSOS通信!!                                  | 岸間信明     | 葛西治                | 小山善孝   | 渡辺佳人          | 6月25日        |
| 33   | 妖精からの贈り物!?二十四時間の不思議                              | 朝倉千筆     | 設楽博                | 永木龍博   | 吉田智子          | 7月2日         |
| 34   | 天気もビックリよし子の初恋タイフーン                              | 丸尾みほ     | 又野弘道              | 香川久     | 渡辺佳人          | 7月9日         |
| 35   | カブは星の王子様?空飛ぶ馬車の星物語                               | 岸間信明     | 箕ノ口克己            | 松本清     | 吉田智子          | 7月16日        |
| 36   | 夏の思い出白いイルカと人魚姫サリー                                | 酒井あきよし | 渡辺健一郎            | 菊池城二   | 渡辺佳人          | 7月23日        |
| 37   | 私を助けて!小さくなったサリーの悲鳴                               | 朝倉千筆     | 竹之内和久            | 小曽根孝夫 | 吉田智子          | 7月30日        |
| 38   | ダブダブは天使!ステキな騎士の物語!!                               | 丸尾みほ     | 細田雅弘              | 小山善孝   | 渡辺佳人          | 8月6日         |
| 39   | 変身初体験!サリーがゴルフの先生に?!                               | 岸間信明     | 葛西治                | 永木龍博   | 吉田智子          | 8月20日        |
| 40   | 麦わら帽子と角砂糖?大泥棒は宇宙人!                                | 岸間信明     | 又野弘道              | 香川久     | 渡辺佳人          | 8月27日        |
| 41   | 失った記憶を求めて魔界の王子登場!                                 | 朝倉千筆     | 箕ノ口克己            | 松本清     | 吉田智子          | 9月3日         |
| 42   | ウサギがくれた二百年過去の時間旅行!!                              | 丸尾みほ     | 設楽博                | 小幡公春   | 渡辺佳人          | 9月10日        |
| 43   | 魔法に願いを込めて!涙と友情のかけ橋                               | 酒井あきよし | 竹之内和久            | 小曽根孝夫 | 吉田智子          | 9月17日        |
| 44   | 愛が欲しい!氷の国の王女セレネの叫び                               | 丸尾みほ     | 葛西治                | 香川久     | 渡辺佳人          | 10月15日       |
| 45   | 夢を咲かせて!海を越えた少女たちの誓い                             | 岸間信明     | (細田雅弘) 小坂春女   | 永木龍博   | 吉田智子          | 10月22日       |
| 46   | どこにあるの?妖精クレヨンの小さな秋                               | 金春智子     | 箕ノ口克己            | 小山善孝   | 渡辺佳人          | 10月29日       |
| 47   | 戻ってポロン!テレビは夢のオモチャ箱                               | 朝倉千筆     | 又野弘道              | 松本清     | 吉田智子          | 11月5日        |
| 48   | 泣かないでカブ!金と銀の国からSOS                                  | 柳川茂       | 設楽博                | 小幡公春   | 渡辺佳人          | 11月12日       |
| 49   | イベールは冬の真心朝日に輝く雪の結晶                              | 朝倉千筆     | 芹川有吾              | 香川久     | 吉田智子          | 11月19日       |
| 50   | 恋のロマンス!魔法辞典で未来を変えて                               | 岸間信明     | (細田雅弘) 小坂春女   | 小曽根孝夫 | 渡辺佳人          | 11月26日       |
| 51   | 月夜にシルエット!女怪盗サリーが走る                               | 丸尾みほ     | 葛西治                | 永木龍博   | 常盤庄司          | 12月3日        |
| 52   | 星空のかなた思い出を彗星にのせて!!                                | 岸間信明     | 箕ノ口克己            | 小山善孝   | 渡辺佳人          | 12月10日       |
| 53   | 青空を切り取って!ママの思い出を胸に                               | 柳川茂       | 有迫俊彦              | 松本清     | 吉田智子          | 12月17日       |
| SP2  | 母の愛は永遠(とわ)に! オーロラの谷にこだまする悲しみの魔女の叫び! | 丸尾みほ     | 有迫俊彦              | 山口泰弘   | 吉池隆司          | 12月24日       |
| 54   | 禁断の果実!引き裂かれた母娘の悲劇!!                               | 朝倉千筆     | 設楽博                | 小幡公春   | 渡辺佳人          | 1991年 1月7日  |
| 55   | サリーの初恋月の砂漠に消えた王子!!                                | 金春智子     | 又野弘道              | 小曽根孝夫 | 常盤庄司          | 1月14日        |
| 56   | 天使の約束!少女とアライグマの愛再び                               | 岸間信明     | 葛西治                | 香川久     | 渡辺佳人          | 1月21日        |
| 57   | 時間よ止まれ!夕陽にかすむ友情ゴール                               | 丸尾みほ     | 箕ノ口克己            | 松本清     | 渡辺佳人          | 1月28日        |
| 58   | 大好き!!おじいちゃんは現役の魔法使い                              | 朝倉千筆     | 竹之内和久            | 永木龍博   | 渡辺佳人          | 2月4日         |
| 59   | ダブダブの祈り!天使の羽よ消えないで                               | 岸間信明     | 小坂春女              | 小山善孝   | 常盤庄司          | 2月11日        |
| 60   | サリーが結婚!?ガラスの靴に隠れた秘密                              | 柳川茂       | 又野弘道              | 小曽根孝夫 | 渡辺佳人          | 2月18日        |
| 61   | すれ違う思いやり!春を呼ぶひと滴の涙                               | 朝倉千筆     | 芹川有吾              | 香川久     | 渡辺佳人          | 2月25日        |
| 62   | 走れ虹列車!ゆかいな光泥棒がふたり!?                               | 岸間信明     | 設楽博                | 小幡公春   | 渡辺佳人          | 3月4日         |
| 63   | 青い海の冒険!ナイトはイルカに乗って                               | 岸間信明     | 箕ノ口克己            | 永木龍博   | 渡辺佳人          | 3月11日        |
| 64   | すみれの初恋!春風はバイオリンの調べ                               | 丸尾みほ     | 又野弘道              | 松本清     | 吉池隆司          | 3月18日        |
| 65   | 少年の心に虹を!アイリスは希望の女神                               | 朝倉千筆     | 葛西治                | 小山善孝   | 渡辺佳人          | 3月25日        |
| 66   | ポロンが家出!?涙いっぱいの魔法幼稚園                              | 柳川茂       | 芹川有吾              | 小曽根孝夫 | 吉池隆司          | 4月8日         |
| 67   | 時を越えた少年!父の想い出をもとめて                               | 岸間信明     | 箕ノ口克己            | 香川久     | 渡辺佳人          | 4月15日        |
| 68   | さよならの前に!少女の心に届く海景色                               | 朝倉千筆     | 又野弘道              | 小幡公春   | 常盤庄司          | 4月22日        |
| 69   | 人間界は大混乱!?いたずら大好き天邪鬼                              | 丸尾みほ     | 竹之内和久            | 永木龍博   | 渡辺佳人          | 4月29日        |
| 70   | 夢の中!おてんばシェリーがやって来た                               | 柳川茂       | 小坂春女              | 小山善孝   | 常盤庄司          | 5月13日        |
| 71   | 微笑よ今日は!天使になりたかった少女                               | 岸間信明     | 箕ノ口克己            | 松本清     | 東條俊寿          | 5月20日        |
| 72   | スター誕生!愛のスポットライトを求め                               | 白峰美津子   | 設楽博                | 小曽根孝夫 | 吉田智子          | 5月27日        |
| 73   | 僕に触れないで!心が読める悲しい少年                               | 柳川茂       | 又野弘道              | 香川久     | 東條俊寿          | 6月3日         |
| 74   | サリーの魔法が消えた!聖なる森の儀式                               | 岸間信明     | 竹之内和久            | 小幡公春   | 常盤庄司          | 6月10日        |
| 75   | もう一度少女の下へ!捨て犬ボギーの涙                               | 丸尾みほ     | 葛西治                | 永木龍博   | 東條俊寿          | 6月17日        |
| 76   | おねがい教えて!!私のパパは裏切り者!?                              | 朝倉千筆     | 箕ノ口克己            | 小山善孝   | 常盤庄司          | 6月24日        |
| 77   | 愛と哀しみの別離!捨てられた妖精パピ                               | 岸間信明     | 芹川有吾              | 松本清     | 東條俊寿          | 7月1日         |
| 78   | 光と水の伝説!妖精パピ命をかけた魔法                               | 岸間信明     | 小坂春女              | 小曽根孝夫 | 常盤庄司          | 7月8日         |
| 79   | 先生が大好き!天馬にたくすカブの初恋                               | 柳川茂       | 又野弘道              | 香川久     | 東條俊寿          | 7月15日        |
| 80   | すみれのピンチ!がんばれ友情リレー!!                               | 朝倉千筆     | 細田雅弘              | 小幡公春   | 常盤庄司          | 7月22日        |
| 81   | サリーの家がない!夏の夜のミステリー                               | 丸尾みほ     | 箕ノ口克己            | 道下有希子 | 東條俊寿          | 8月5日         |
| 82   | ダブダブは用心棒!?天才猫バロンを救え                              | 岸間信明     | 設楽博                | 小山善孝   | 常盤庄司          | 8月12日        |
| 83   | 幼き夢よ永遠に!天女が街へやって来た                               | 柳川茂       | 又野弘道              | 松本清     | 東條俊寿          | 8月19日        |
| 84   | ぬいぐるみの恋!?パパとママ青春の日々                              | 丸尾みほ     | (細田雅弘) 佐々木憲世 | 小曽根孝夫 | 脇威志            | 8月26日        |
| 85   | 星に誓う勇気!カブの涙は王子への試練                               | 岸間信明     | 小坂春女              | 香川久     | 吉田智子          | 9月2日         |
| 86   | サヨナラの予感!少女達は青い鳥を求め                               | 柳川茂       | 箕ノ口克己            | 小幡公春   | 東條俊寿          | 9月9日         |
| 87   | わかれの時!乙女座に祈るサリーの決意                               | 丸尾みほ     | 又野弘道              | 鈴木郁乃   | 常盤庄司          | 9月16日        |
| 88   | サリー最後の魔法!星に誓う永遠の友情                               | 丸尾みほ     | 葛西治                | 山口泰弘   | 東條俊寿          | 9月23日        |

### ネット局（アニメ・1989年版）
| 放送対象地域  | 放送局           | 系列                          | ネット形態 | 備考              |
| ------------- | ---------------- | ----------------------------- | ---------- | ----------------- |
| 関東広域圏    | テレビ朝日       | テレビ朝日系列                | 制作局     |                   |
| 北海道        | 北海道テレビ     | テレビ朝日系列                | 同時ネット |                   |
| 青森県        | 青森放送         | 日本テレビ系列                | 同時ネット | [ 注釈 17 ]       |
| 岩手県        | 岩手放送         | TBS系列                       | 遅れネット | [ 注釈 18 ]       |
| 宮城県        | 東日本放送       | テレビ朝日系列                | 同時ネット |                   |
| 秋田県        | 秋田放送         | 日本テレビ系列                | 遅れネット | [ 注釈 19 ]       |
| 山形県        | 山形放送         | 日本テレビ系列                | 同時ネット |                   |
| 福島県        | 福島放送         | テレビ朝日系列                | 同時ネット |                   |
| 新潟県        | 新潟テレビ21     | テレビ朝日系列                | 同時ネット |                   |
| 長野県        | テレビ信州       | 日本テレビ系列                | 同時ネット | 1991年3月まで     |
| 長野県        | 長野朝日放送     | テレビ朝日系列                | 同時ネット | 1991年4月開局から |
| 山梨県        | 山梨放送         | 日本テレビ系列                | 遅れネット | [ 注釈 20 ]       |
| 静岡県        | 静岡朝日テレビ   | テレビ朝日系列                | 同時ネット | [ 注釈 21 ]       |
| 石川県        | 石川テレビ       | フジテレビ系列                | 遅れネット | [ 注釈 22 ]       |
| 中京広域圏    | 名古屋テレビ     | テレビ朝日系列                | 同時ネット |                   |
| 近畿広域圏    | 朝日放送         | テレビ朝日系列                | 同時ネット |                   |
| 島根県 鳥取県 | 山陰放送         | TBS系列                       | 遅れネット |                   |
| 香川県 岡山県 | 瀬戸内海放送     | テレビ朝日系列                | 同時ネット |                   |
| 広島県        | 広島ホームテレビ | テレビ朝日系列                | 同時ネット |                   |
| 山口県        | 山口放送         | 日本テレビ系列                | 遅れネット | [ 注釈 23 ]       |
| 高知県        | 高知放送         | 日本テレビ系列                | 遅れネット |                   |
| 福岡県        | 九州朝日放送     | テレビ朝日系列                | 同時ネット |                   |
| 長崎県        | 長崎放送         | TBS系列                       | 遅れネット | 1990年3月まで     |
| 長崎県        | 長崎文化放送     | テレビ朝日系列                | 同時ネット | 1990年4月開局から |
| 熊本県        | 熊本朝日放送     | テレビ朝日系列                | 同時ネット |                   |
| 大分県        | テレビ大分       | 日本テレビ系列 フジテレビ系列 | 遅れネット | [ 注釈 24 ]       |
| 宮崎県        | 宮崎放送         | TBS系列                       | 遅れネット |                   |
| 鹿児島県      | 鹿児島放送       | テレビ朝日系列                | 同時ネット |                   |

### 視聴率（アニメ・1989年版）
- 平均視聴率：11.9%
- 最高視聴率：16.7%

（いずれもビデオリサーチ調べ・関東地区）

### 掲載誌（アニメ・1989年版）
- 小学館刊
  - （小学館の）幼稚園
  - めばえ
  - 小学一年生、ぴょんぴょん（画･よしかわ進）
  - 小学三年生（画･鈴賀れに）
- 講談社刊
  - たのしい幼稚園
  - おともだち

小学館・講談社両方の幼児誌で掲載されたが、本作は小学館寄りの作品である。講談社の誌面には主に迷路や間違い探しが多く掲載された。

### 1990年劇場版
- 魔法使いサリー（1990年（平成2年）3月10日公開）
  - 「東映アニメまつり」（第1回）内で上映。『サリー』初の劇場用新作。27分[20]。

#### 主題歌（1990年劇場版）
オープニングテーマ「魔法使いサリー」
作詞 - 山本清 / 作曲 - 小林亜星 / 編曲 - 山本健司 / 歌 - 朝川ひろこ
エンディングテーマ「バラ色の時間（とき）」
作詞 - 白峰美津子 / 作曲 - 小坂明子 / 編曲 - 信田かずお / 歌 - 朝川ひろこ、SHINES

#### 挿入歌（1990年劇場版）
「Wake up !」
作詞 - 白峰美津子 / 作曲 - 井上ヨシマサ / 編曲 - 松下一也 / 歌 - 朝川ひろこ
「恋の予感」
作詞 - 白峰美津子 / 作曲 - 小坂明子 / 編曲 - 松下一也 / 歌 - 朝川ひろこ
| テレビ朝日系 月曜19時台前半枠 | テレビ朝日系 月曜19時台前半枠                            | テレビ朝日系 月曜19時台前半枠     |
| 前番組                        | 番組名                                                   | 次番組                            |
| ----------------------------- | -------------------------------------------------------- | --------------------------------- |
| ビリ犬なんでも商会            | 魔法使いサリー （第2作） (1989年10月9日 - 1991年9月23日) | クイズいたずら大王! ※バラエティ枠 |

## 日本以外での放映
- 韓国では1966年（昭和41年）版が東洋放送 (TBC) にて1976年（昭和51年）頃に放送され、1989年版が韓国教育放送公社 (EBS) にて2009年（平成21年）より放送されている。
- 香港では1989年版が無綫電視 (TVB) にて1990年（平成2年）頃に放送されている。
- この他、ドイツ・フランス・イタリア・メキシコ・オーストラリアなどでも放送された。

## 広告への起用
- 1991年（平成3年）放送のイトーキの魔法使いサリーのキャラクター学習デスクで当時放映されていた2代目サリーが壁ぎわから女の子を見守るという形で出演。
- 1992年（平成4年）放送の日本酸素「シャトルシェフ」では初代キャラクターのままで2代目サリーの山本百合子が声を担当。
- 1994年（平成6年）放送のポッカ「まんなかおむすび」では2代目サリーの山本百合子が声を担当。
- 1997年（平成9年）放送のタカノフーズ「おかめ納豆水戸一番」のテレビコマーシャルでは、野村道子がサリーの声を充てた。
- 2006年（平成18年）12月から2007年（平成19年）にかけて放送されていた富士通ゼネラルのエアコン「nocria（ノクリア）」のテレビコマーシャルならびに、商品マスコットとして登場している（サリーの声優は不明、よし子は2代目の一龍斎貞友、パパは2代目の屋良有作が担当）。エアコンのCMでは、CMの終わりの社名表示の右下に、丸窓からサリーが顔を出している絵が出ている。
- 2009年（平成21年）11月20日より放映されたOCNのCM「魔法使いサキー」編で、サリー本人は登場しないが相武紗季がサリーをモチーフにした「サキー」に扮して登場している[21]。また、OCNの公式サイトにも「サキー」が登場した[22]。

## その他の動画
- 1990年（平成2年）バンダイてれびっこ専用ビデオテープ『魔法使いサリー アストレアパレスのパーティー』VHS（30分）が発売された。物語のシーズンは半袖。サリーのタクトはアストレアタクト。
  - 魔法の国アストレアで10年に1度のダンスパーティーが開催、サリーのもとにもパパから招待の使いが来た。よし子やすみれを連れて参加、箒に乗ってまず月へ。そしていろいろな星へ行く馬車が集う駅、月から開催地アストレアパレスへとペガサスの馬車で向かう一行。事情を知ってしまったカブ、ポロン、ダブダブも追尾をしてくる。いたずらの魔法のせいでサリーに存在を知られてしまうカブたちだが、お行儀良くしているのを条件に一緒に連れて行ってもらえることになる。いざダンスパーティーでは素敵な王子様が現れるのではなく、実は世界中の魔法使い、魔女、妖精、妖怪が集まるパーティーであり、サリーが両親に会っている間に、よし子はフランケンシュタイン、狼男で撃沈する。やけ食いでもしようと、ケーキをめぐるカブとポロン、ダブダブ、戻ってきたサリーたちに合流する。一方、すみれは、シルクハットの紳士とダンスの後、自分の城を見せようとした実はドラキュラ伯爵に、ペガサスに同乗して連れ出されそうになってしまう。サリーはジャンケンで仲良くケーキを食べるカブらを見守るも踊る間がなく、ふと時計を見ると帰る時間は迫って来ていて、すみれがいないことに気付き、まさに連れ出されんとするその時、十字架とニンニクで4人で退治をすることに成功する。だが、夜の12時を過ぎるとよし子、すみれは地球に2度と戻れなくなってしまう。リミットにあと1分。しかし、時間が無いことを知らずに黙って連れ出した、ドラキュラ伯爵のお詫びの計らいで、最後は無事に皆、ほうき星に乗って地球へと帰ってきた。翌朝、楽しい夢を見たというよし子とすみれに微笑むサリーであった。
- 1995年（平成7年）2月、全国銀行協会連合会企画・製作、東映動画制作による非売品ビデオテープ『もし、銀行がなかったら？ -魔法使いサリーの銀行入門-』VHS（17分30秒）が自治体・学校などの公共機関で貸し出された。物語のシーズンは長袖。キャラクター原案：横山光輝、プロデューサー：目黒宏、小町恭代、監督：小坂春女
  - カブのいたずらで日本の銀行が消えてしまい街中に波紋が広がる。そこへ魔法の国アストレアのゴールド経済学博士が現れ、カブに魔法を使わない、一人だけで行う銀行の仕事を命ずる。だが、花村一家がカブ銀行へ家を新築するのに1千万円の住宅ローンを申し込みに来ても、貸し出すお金がないなどカブに務まるわけもなかった。こうしたカブの銀行窓口で仕出かす寸劇を基に銀行の3大業務である預金、貸出、為替についてゴールド博士にサリーを加え解説をしていく。そこでサリーは為替・カワセミでボケてしまうものの、最後は「魔法使いサリー」のテーマにのせ、タクト無しで空から魔法を使い、日本の銀行を元通りにする。そしてよし子らも無事に新築へ至る。以上を劇オチとして、こんな主役は嬉しくないと怒るカブをサリーが宥める形で物語は締めくくられる。

## サリーのデザインの相違
初代アニメ版では、サリーたちの足が円柱に近く、足首が細くないなど、凹凸のほとんど見られないデザインとなっている。こうしたデザインは当時の漫画などではごく普通に見られた表現だった。
転じて、くびれのない細い足のことを「サリーちゃん」「サリーちゃん足」と呼ぶ。
なお、2代目アニメ版では「サリーちゃん足」ではなくなった。

## 放送終了後の掲載
- 1989年版魔法使いサリーのアニメが1991年（平成3年）に終了した後も1994年（平成6年）まで、幼児向け雑誌『めばえ』『幼稚園』『学習幼稚園』（すべて小学館刊）で継続して連載された。
- 1996年（平成8年） - 1997年（平成9年）に同誌や学習雑誌である『小学一年生』（小学館刊）で魔法使いサリーが連載された（絵柄は1989年版）。
  - 小学館幼児誌で掲載される女児向けキャラクターは自社で育てたキャラクターが最優先される。しかし1996年（平成8年）当時に放映されていた『ちゃお』（同社刊の小・中学生向け少女漫画雑誌）原作アニメである『水色時代』の内容が幼児や小学校低学年向けではなく、また同社で他に起用できそうな外部製作の女児向けキャラクターも他に無かったために、例外的な再登板となった。
- 1997年（平成9年）、『キューティーハニーF』と交代する形で連載終了。

## 欠番情報
BS朝日で2007年（平成19年）10月から2008年（平成20年）9月まで1966年（昭和41年）版を再放送していた。ただしBS朝日では、モノクロ版第1話 - 第3話を放送し、その後はカラー版の第18話からの放送となっている。東映チャンネル放送時に欠番となった第20話、第66話、第71話はBS朝日でも放送されなかった。BS朝日での放送は第73話で終了している。ただし、2006年（平成18年）に発売されたDVDでは全109話が完全収録されている。

## ミュージカル
2008年5月3日 - 5月11日まで博品館劇場にて『ファミリーミュージカル 魔法使いサリー』が公演された。主催はフジテレビジョン、TKO。

### キャスト
- 夢野 サリー - 田村花恋 / 増山加弥乃
- チェリー - 野本ほたる / 今泉舞
- カブ - 安藤小夏 / 石井日菜
- 花村 よし子 - 宮治舞 / 斉藤瑛梨寿
- 春日野 すみれ - 石川楓子 / 平田梢子
- 立花 あおい - 上之薗花奈 / 後藤夢乃
- 香月 弥生 - 飯沼ひかる / 鈴木美穂
- 星野 まき - 橋本彩花 / 安藤さくら
- 西森 歩美 - 飯嶋あやめ / 乗本萌
- 桜井 ほのか - 伊東楓恋 / 栗山りさ
- 帝王（パパ） - 桝川譲治
- 魔術団団長 - 安藤一人
- シーマ（ママ） - 相原愛
- 魔術師ジョー - 白川侑二朗
- 山部先生 - 星芝克彦
- フィニィ3世 / 泥棒 - まいける
- 魔界の住人エルマ - 春衣
- 魔界の住人ジータ - 前田織里奈
- 魔界の住人レジス - 岡崎桂子
- 魔界の住人ピクシー - 山越千歌
- 魔界の住人タルフェ - 富沢恵莉
- 世界大魔術団団員 - プリマベーラ

### スタッフ
- 原作 - 横山光輝
- ゼネラルプロデューサー - 小谷勉
- プロデューサー - 円谷粲、谷口誠治
- 演出 - 桝川譲治
- 脚本・作詞 - 長田育恵
- 作曲 - まついえつこ
- 振付 - 羽永共子、かとうゆみこ
- イリュージョン指導 - 花田圭介

## 実写
横山光輝のコミック『チンギスハーン』文庫版第5巻に秋月達郎が寄稿した解説文によれば、南野陽子を主演に据えた実写映画を東映が製作する計画があった。大人になったサリーが再び人間界にやってきて恋をするというストーリーで、脚本と監督がほぼ決まり横山の許諾を得たところで南野とサリーのイメージが合わないとする東映重役の横槍により中止になったとのことである。ただこの話が契機となり、後に『小峯隆生のオールナイトニッポン』（ニッポン放送、1988年8月31日放送）で「ナンノ勝手にサリー」と題し、南野がサリー役を務める短編ラジオドラマが制作・放送された。